# Peter Freeman
Peter Freeman (29. května 1965 – 16. března 2021) byl americký baskytarista.
Profesionální kariéru zahájil v roce 1983 koncertováním s indickým houslistou L. Shankarem. V roce 1987 krátce vystupoval ve společné skupině hudebníků Johna Calea a Chrise Speddinga. Přes čtvrtstoletí, od první poloviny 90. let, spolupracoval (jak ve studiu, tak i při koncertech) s avantgardním trumpetistou Jonem Hassellem, například na albu The Vertical Collection (1997), na kterém se kromě hraní podílel i jako skladatel a producent. Dále hrál například se zpěvačkou Alanis Morissette a zpěvákem Sealem.
Podílel se na několika filmových soundtracích skladatelů Antona Sanka (The Drowning, Fractured, Jessabelle, Visions), Cliffa Martineze (The Company You Keep, The Lincoln Lawyer, The Neighbor, Severe Clear) a Charlieho Clousera (Dead Silence, devět filmů série Saw). Kromě aktivního hraní se zabýval technickou stránkou nahrávání, mixoval například alba Past Imperfect, Present Tense (2001) od Erika Sanka, Lords of Sounds and Lesser Things (2005) kapely Veruca Salt a Second Side (2009) kontrabasistky Brandi Disterheft.
Zemřel po ročním boji s rakovinou žaludku ve věku 55 let. Jeho sólové dvojalbum, K3CS, vyšlo až rok po jeho smrti; část alba (Mercurial) pochází z roku 2000, část (Sinistar) vznikla těsně před jeho smrtí. Na albu hrají mj. klávesista Jamie Muhoberac a bubeník Sterling Campbell.
Hrál na baskytary značky Wal.